# 拉布泰耶
拉布泰耶（法語：La Bouteille，法語發音：[la butɛj]）是法国上法蘭西大區埃纳省的一个市镇，属于韦尔万区。

## 地理
拉布泰耶（49°51'34"N, 3°58'19"E）面积19 平方千米，位于法国上法蘭西大區埃纳省，该省份为法国北部内陆省份，北起北部省，西接索姆省和瓦兹省，东临阿登省和马恩省，西南至塞纳-马恩省，东北部与比利时接壤。
与拉布泰耶接壤的市镇（或旧市镇、城区）包括：埃特雷欧蓬、方丹莱韦尔万、朗杜济拉库尔、奥伊、蒂耶拉什地区奥里尼、韦尔万。

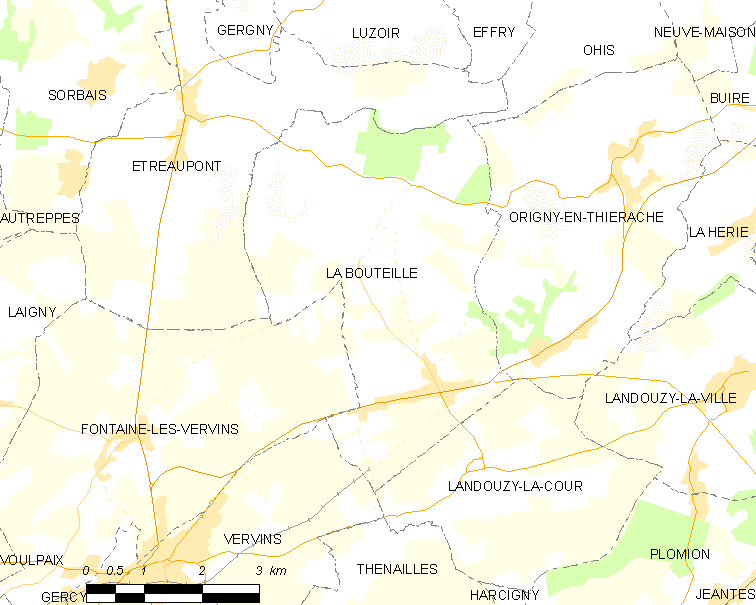
拉布泰耶的OSM定位图

拉布泰耶的时区为UTC+01:00、UTC+02:00（夏令时）。

## 行政
拉布泰耶的邮政编码为02140，INSEE市镇编码为02109。

## 政治
拉布泰耶所属的省级选区为韦尔万县。

## 人口

1962-2008年间拉布泰耶人口变化图示

拉布泰耶于2022年1月1日时的人口数量为468人。